# Marsel Ismajlgeci
Marsel Ismajlgeci (ur. 14 marca 2000 w Tiranie) – albański piłkarz występujący na pozycji obrońcy w klubie Ballkani.

## Kariera juniorska i seniorska
W latach 2012–2016 wychowywał się w szkółce Dinamo Tirana. W 2016 dołączył do akademii KF Tirana, gdzie występował do 2019. W pierwszym zespole zadebiutował 22 kwietnia 2018 w zremisowanym 2:2 meczu ligowym przeciwko KF Tomori. Grał do 59. minuty, kiedy zmienił go Jurgen Çelhaka. W sezonie 2017/2018 wygrał z klubem Kategoria e Parë. W lipcu 2018 podpisał pierwszy profesjonalny kontrakt z Tiraną. Pierwszego gola zdobył 29 stycznia 2020 w wygranym 1:3 meczu Pucharu Albanii przeciwko KS Kastrioti. Ismajlgeci trafił do siatki w 47. minucie. W sezonie 2019/2020 został mistrzem kraju. Do dnia 5 lipca 2021 zagrał w 82 meczach (68 ligowych) i strzelił siedem bramek.

## Kariera reprezentacyjna
W reprezentacji Albanii zadebiutował 11 listopada 2020 w wygranym 2:1 towarzyskim meczu z Kosowem.